# 三菱南大夕張炭鉱
三菱南大夕張炭鉱（みつびしみなみおおゆうばりたんこう）は、かつて北海道夕張市に存在した三菱鉱業経営の炭鉱。
同炭鉱は夕張市南部東町に鉱業所を設置、操業していた。石炭産業の合理化が進む中、鉄鋼コークス用原料炭を確保するために三井三池炭鉱有明鉱、北炭夕張新炭鉱などと共に開発された。
集中保安監視システム、ホーベル、エアー・ブラスター（空気発破）など最新鋭の技術が採用され、高能率を誇ったが、1985年（昭和60年）5月17日に死者62人を出すガス爆発事故を起こした。1981年の北炭夕張新炭鉱ガス突出事故、1984年の三井有明鉱火災事故と最新鋭を謳った炭鉱が相次いで大惨事を起こしたため、事故を克服できない安全対策・保安技術への疑義が生じ、事業縮小を余儀なくされ、更に海外からの低価格の原料炭輸入に抗しきれず1990年3月に閉山した。
隣接する鉱区に三菱大夕張炭鉱の他、札幌鉱山株式会社（のち夕張炭鉱株式会社）北夕炭鉱、北菱鹿島炭鉱が操業していたが、いずれも三菱大夕張炭鉱閉山前に閉山している。

## 歴史
- 1966年（昭和41年）- 南大夕張開発事務所設置。三菱南大夕張新炭鉱開発着手。
- 1969年（昭和44年）- 石炭鉱業部門を三菱大夕張炭礦株式会社、三菱高島炭礦株式会社に分離。
- 1970年（昭和45年）- 三菱南大夕張炭鉱、営業出炭開始。
- 1973年（昭和48年）- 三菱大夕張炭礦、三菱高島炭礦が合併し、三菱石炭鉱業株式会社が発足。
- 1985年（昭和60年）5月17日 - ガス爆発事故が発生。死者62人、重軽傷者24人。
- 1986年（昭和61年）5月 - 夕張市南部青葉町の炭住街に「三菱南大夕鉱炭鉱殉職者慰霊碑」建立。
- 1987年（昭和62年）- 三菱南大夕張炭鉱の合理化により、三菱石炭鉱業大夕張鉄道線廃止。
- 1990年（平成2年）- 三菱南大夕張炭鉱閉山。
- 1998年（平成10年）- 夕張シューパロダム建設工事開始により夕張市南部青葉町の旧炭住街が全て撤去されることに伴い、「三菱南大夕鉱炭鉱殉職者慰霊碑」を夕張市南部新光町内「わかくさ幼稚園」跡地に移設。